# Maria van de 21e eeuw
Maria van de 21e eeuw is een artistiek kunstwerk in Amsterdam-Oost.
Het beeld is te vinden in de voor het publiek toegankelijke ontvangstruimte van het OLVG-Oost, Oosterpark 9. Het is in 1998 geplaatst als geschenk van de medische staf en oud-assistenten aan het ziekenhuis dat in dat jaar haar honderdjarig bestaan vierde onder haar originele naam Onze Lieve Vrouwe Gasthuis. Kunstenaars Sylvie Zijlmans en Hewald Jongenelis kwamen met een modern Mariabeeld waarin zij de plaats van het "gasthuis" in de Amsterdamse maatschappij wilden weergeven. Zij geven het beeld zelf de naam MRI. Overigens was bij de plaatsing nauwelijks nog iets over van het eeuwoude ziekenhuis; het was sinds opening eigenlijk steeds bezig met vernieuwing.
Het beeld is samengesteld uit de materialen (verchroomd) brons, verzilverd licht en glas. De voorstudie was in polyester gemaakt.
Aan de buitengevel staat al sinds de bouw van het ziekenhuis Staande Maria met Christus, in 2000 verwerkt in nieuwbouw.